# Großer Preis von Kanada 1996
Der Große Preis von Kanada 1996 (offiziell XXXIV Grand Prix Molson du Canada) fand am 16. Juni auf dem Circuit Gilles-Villeneuve in Montreal statt und war das achte Rennen der Formel-1-Weltmeisterschaft 1996.

## Berichte

### Hintergrund
Nach dem Großen Preis von Spanien führte Damon Hill in der Fahrerwertung mit 17 Punkten vor den punktgleichen Jacques Villeneuve und Michael Schumacher. In der Konstrukteurswertung führte Williams-Renault mit 34 Punkten vor Ferrari und Benetton-Renault.
Marlboro, der bisherige Hauptsponsor von McLaren, kündigte nach dem Rennen in Barcelona intern an, die Zusammenarbeit mit McLaren nach Ablauf dieser Saison beenden zu wollen. Damit ging eine 22-jährige Partnerschaft aufgrund McLarens Erfolgslosigkeit, wie es später lauten wird, zu Ende.
Mit Alesi, Schumacher und Gerhard Berger (jeweils einmal) traten drei ehemalige Sieger zu diesem Grand Prix an.

### Training
Vor dem Rennen fanden zwei Trainingseinheiten statt: Die erste am Freitagmorgen und die zweite am Samstagmorgen.
Im ersten freien Training am Freitag war Jean Alesi 1:22,498 Minuten Schnellster vor Berger und Schumacher.
Das zweite freie Training am Samstag entschied dann Villeneuve mit 1:21,037 Minuten für sich, gefolgt von Hill und Schumacher.

### Qualifying

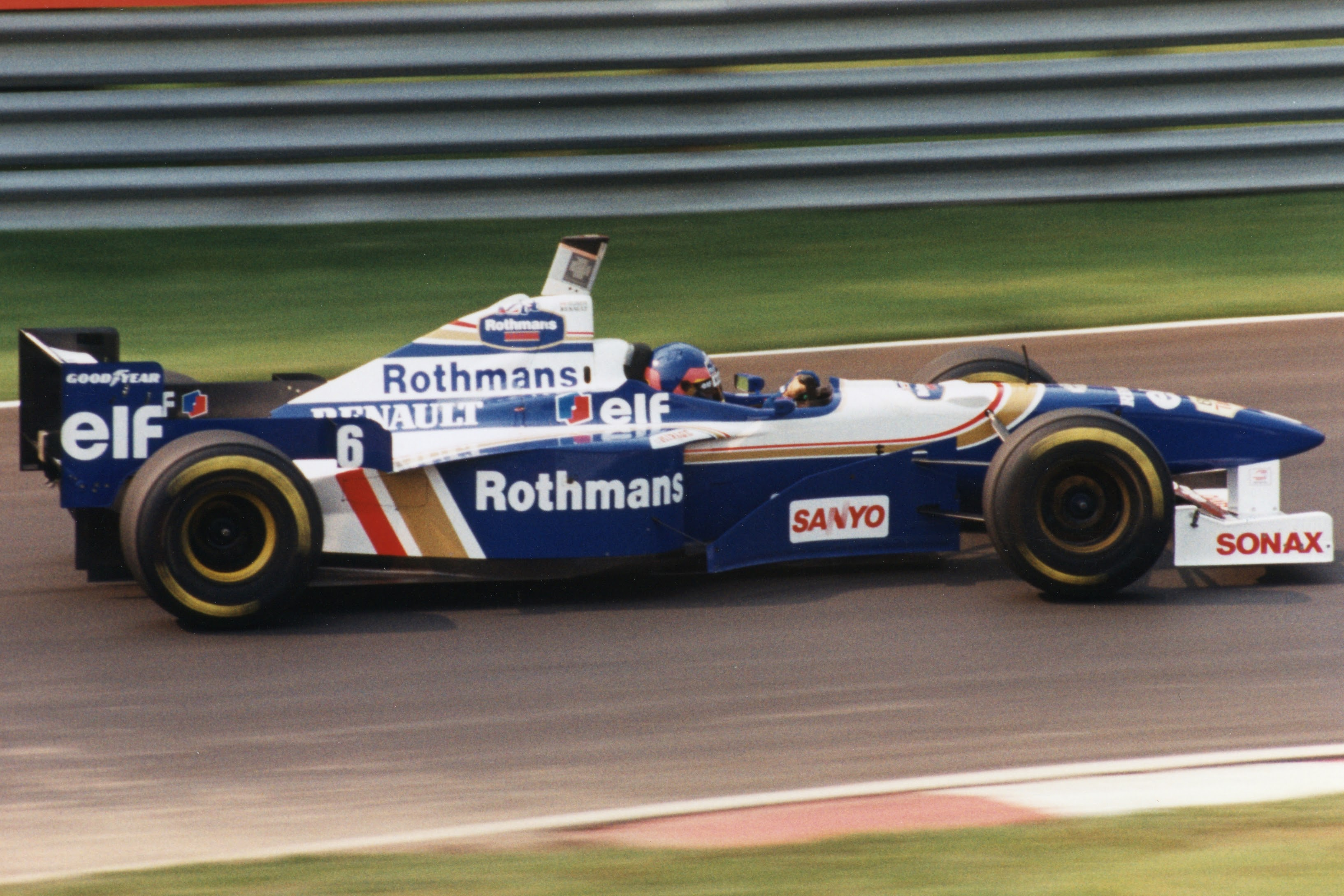
Jacques Villeneuve auf dem Weg zum zweiten Gesamtrang

Das Qualifying entschied Hill vor Villeneuve und Schumacher zu seinen Gunsten.

### Warm-Up
Die Fahrer gingen am Sonntagmorgen zu einer 30-minütigen Aufwärmsitzung auf die Strecke. Hill war Schnellster vor Villeneuve und Rubens Barrichello.

### Rennen
In der Einführungsrunde startete der Ferrari von Schumacher wegen eines Kraftstoffdruckproblemes nicht. Der Fehler konnte zwar behoben werden, der Deutsche musste jedoch statt vom dritten vom 22. und somit letzten Platz das Rennen beginnen.
Beim Start hatte Hill einen guten Start und verteidigte die erste Position gegen Villeneuves Angriff. Dritter war Alesi, welcher sich gegen Irvine verteidigte. Der Nordire schied allerdings bereits in der 2. Runde aus als die rechte Vorderradaufhängung seines Ferrari mitten auf der Geraden brach.
Bis zur 27. Runde lag Hill in Führung. Nach dessen ersten Boxenstopp in der 28. Runde führte sein Teamkollege Villeneuve das Feld bis zur 35. Runde an, ehe auch er an die Box ging. Hill übernahm dann erneut ab Runde 36 die Führung und gab diese bis zum Ende nicht mehr her. Villeneuve wurde Zweiter, Alesi Dritter. Die restlichen Punkteplatzierungen belegten die beiden McLaren David Coulthard und Mika Häkkinen und Jordan-Peugeot von Martin Brundle. Die schnellste Runde des Rennens absolvierte Villeneuve in 1:21,916 Minuten in Runde 67. Dies bedeutete eine Durchschnittsgeschwindigkeit von 194,291 km/h. Für Hill war es der fünfte Saisonsieg. Schumacher, der über die gesamte Renndistanz zunächst mit unregulierbarer Bremsbalance infolge von Heck-Vibrationen und anschließend mit abnehmender Motorleistung zu kämpfen hatte, war bereits in der 43. Runde ausgeschieden, als er nach einem Boxenstopp die Antriebswelle verlor.
Sowohl in der Fahrer- als auch in der Konstrukteurswertung blieben die ersten drei Positionen unverändert.

## Meldeliste
| Team                        | Nr. | Fahrer                | Chassis        | Motor                 | Reifen |
| --------------------------- | --- | --------------------- | -------------- | --------------------- | ------ |
| Scuderia Ferrari SpA        | 01  | Michael Schumacher    | Ferrari F310   | Ferrari 3.0 V10       | G      |
| Scuderia Ferrari SpA        | 02  | Eddie Irvine          | Ferrari F310   | Ferrari 3.0 V10       | G      |
| Mild Seven Benetton Renault | 03  | Jean Alesi            | Benetton B196  | Renault 3.0 V10       | G      |
| Mild Seven Benetton Renault | 04  | Gerhard Berger        | Benetton B196  | Renault 3.0 V10       | G      |
| Rothmans Williams Renault   | 05  | Damon Hill            | Williams FW18  | Renault 3.0 V10       | G      |
| Rothmans Williams Renault   | 06  | Jacques Villeneuve    | Williams FW18  | Renault 3.0 V10       | G      |
| Marlboro McLaren Mercedes   | 07  | Mika Häkkinen         | McLaren MP4/11 | Mercedes-Benz 3.0 V10 | G      |
| Marlboro McLaren Mercedes   | 08  | David Coulthard       | McLaren MP4/11 | Mercedes-Benz 3.0 V10 | G      |
| Ligier Gauloises Blondes    | 09  | Olivier Panis         | Ligier JS43    | Mugen-Honda 3.0 V10   | G      |
| Ligier Gauloises Blondes    | 10  | Pedro Diniz           | Ligier JS43    | Mugen-Honda 3.0 V10   | G      |
| B&H Total Jordan Peugeot    | 11  | Rubens Barrichello    | Jordan 196     | Peugeot 3.0 V10       | G      |
| B&H Total Jordan Peugeot    | 12  | Martin Brundle        | Jordan 196     | Peugeot 3.0 V10       | G      |
| Red Bull Sauber Ford        | 14  | Johnny Herbert        | Sauber C15     | Ford Zetec-R 3.0 V10  | G      |
| Red Bull Sauber Ford        | 15  | Heinz-Harald Frentzen | Sauber C15     | Ford Zetec-R 3.0 V10  | G      |
| Footwork Hart               | 16  | Ricardo Rosset        | Footwork FA17  | Hart 3.0 V8           | G      |
| Footwork Hart               | 17  | Jos Verstappen        | Footwork FA17  | Hart 3.0 V8           | G      |
| Tyrrell Yamaha              | 18  | Ukyō Katayama         | Tyrrell 024    | Yamaha 3.0 V10        | G      |
| Tyrrell Yamaha              | 19  | Mika Salo             | Tyrrell 024    | Yamaha 3.0 V10        | G      |
| Minardi Team                | 20  | Pedro Lamy            | Minardi M195B  | Ford EDM 3.0 V8       | G      |
| Minardi Team                | 21  | Giancarlo Fisichella  | Minardi M195B  | Ford EDM 3.0 V8       | G      |
| Forti Grand Prix            | 22  | Luca Badoer           | Forti FG03     | Ford Zetec-R 3.0 V8   | G      |
| Forti Grand Prix            | 23  | Andrea Montermini     | Forti FG03     | Ford Zetec-R 3.0 V8   | G      |

## Klassifikationen

### Qualifying
| Pos.                                                                       | Fahrer                | Konstrukteur       | Zeit     | Start |
| -------------------------------------------------------------------------- | --------------------- | ------------------ | -------- | ----- |
| 01                                                                         | Damon Hill            | Williams-Renault   | 1:21,059 | 01    |
| 02                                                                         | Jacques Villeneuve    | Williams-Renault   | 1:21,079 | 02    |
| 03                                                                         | Michael Schumacher    | Ferrari            | 1:21,198 | 03    |
| 04                                                                         | Jean Alesi            | Benetton-Renault   | 1:21,529 | 04    |
| 05                                                                         | Eddie Irvine          | Ferrari            | 1:21,657 | 05    |
| 06                                                                         | Mika Häkkinen         | McLaren-Mercedes   | 1:21,807 | 06    |
| 07                                                                         | Gerhard Berger        | Benetton-Renault   | 1:21,926 | 07    |
| 08                                                                         | Rubens Barrichello    | Jordan-Peugeot     | 1:21,982 | 08    |
| 09                                                                         | Martin Brundle        | Jordan-Peugeot     | 1:22,321 | 09    |
| 10                                                                         | David Coulthard       | McLaren-Mercedes   | 1:22,332 | 10    |
| 11                                                                         | Olivier Panis         | Ligier-Mugen-Honda | 1:22,481 | 11    |
| 12                                                                         | Heinz-Harald Frentzen | Sauber-Ford        | 1:22,875 | 12    |
| 13                                                                         | Jos Verstappen        | Footwork-Hart      | 1:23,067 | 13    |
| 14                                                                         | Mika Salo             | Tyrrell-Yamaha     | 1:23,118 | 14    |
| 15                                                                         | Johnny Herbert        | Sauber-Ford        | 1:23,201 | 15    |
| 16                                                                         | Giancarlo Fisichella  | Minardi-Ford       | 1:23,519 | 16    |
| 17                                                                         | Ukyō Katayama         | Tyrrell-Yamaha     | 1:23,599 | 17    |
| 18                                                                         | Pedro Diniz           | Ligier-Mugen-Honda | 1:23,959 | 18    |
| 19                                                                         | Pedro Lamy            | Minardi-Ford       | 1:24,262 | 19    |
| 20                                                                         | Luca Badoer           | Forti-Ford         | 1:25,012 | 20    |
| 21                                                                         | Ricardo Rosset        | Footwork-Hart      | 1:25,193 | 21    |
| 22                                                                         | Andrea Montermini     | Forti-Ford         | 1:26,109 | 22    |
| 107-Prozent-Zeit: 1:26,733 min (bezogen auf die Bestzeit von 1:21,059 min) |                       |                    |          |       |

### Rennen
| Pos. | Fahrer                | Konstrukteur       | Runden | Stopps | Zeit        | Start | Schnellste Runde |
| ---- | --------------------- | ------------------ | ------ | ------ | ----------- | ----- | ---------------- |
| 01   | Damon Hill            | Williams-Renault   | 69     | 1      | 1:36:03,405 | 01    | 1:21,957 (36.)   |
| 02   | Jacques Villeneuve    | Williams-Renault   | 69     | 2      | + 4,183     | 02    | 1:21,916 (67.)   |
| 03   | Jean Alesi            | Benetton-Renault   | 69     | 1      | + 54,656    | 04    | 1:22,824 (36.)   |
| 04   | David Coulthard       | McLaren-Mercedes   | 69     | 1      | + 1:03,673  | 10    | 1:22,941 (69.)   |
| 05   | Mika Häkkinen         | McLaren-Mercedes   | 68     | 1      | + 1 Runde   | 06    | 1:23,070 (64.)   |
| 06   | Martin Brundle        | Jordan-Peugeot     | 68     | 3      | + 1 Runde   | 09    | 1:22,958 (68.)   |
| 07   | Johnny Herbert        | Sauber-Ford        | 68     | 1      | + 1 Runde   | 15    | 1:23,907 (35.)   |
| 08   | Giancarlo Fisichella  | Minardi-Ford       | 67     | 2      | + 2 Runden  | 16    | 1:24,349 (60.)   |
| –    | Pedro Lamy            | Minardi-Ford       | 44     | 1      | DNF         | 19    | 1:24,855 (35.)   |
| –    | Luca Badoer           | Forti-Ford         | 44     | 2      | DNF         | 20    | 1:26,007 (18.)   |
| –    | Gerhard Berger        | Benetton-Renault   | 42     | 1      | DNF         | 07    | 1:23,102 (27.)   |
| –    | Michael Schumacher    | Ferrari            | 41     | 1      | DNF         | 03    | 1:24,163 (36.)   |
| –    | Olivier Panis         | Ligier-Mugen-Honda | 39     | 1      | DNF         | 11    | 1:23,399 (28.)   |
| –    | Mika Salo             | Tyrrell-Yamaha     | 39     | 1      | DNF         | 14    | 1:23,648 (28.)   |
| –    | Pedro Diniz           | Ligier-Mugen-Honda | 38     | 1      | DNF         | 18    | 1:24,332 (27.)   |
| –    | Rubens Barrichello    | Jordan-Peugeot     | 22     | 2      | DNF         | 08    | 1:23,028 (18.)   |
| –    | Andrea Montermini     | Forti-Ford         | 22     | 1      | DNF         | 22    | 1:24,621 (18.)   |
| –    | Heinz-Harald Frentzen | Sauber-Ford        | 19     | 0      | DNF         | 12    | 1:24,082 (18.)   |
| –    | Jos Verstappen        | Footwork-Hart      | 10     | 0      | DNF         | 13    | 1:24,844 (07.)   |
| –    | Ricardo Rosset        | Footwork-Hart      | 6      | 0      | DNF         | 21    | 1:26,347 (05.)   |
| –    | Ukyō Katayama         | Tyrrell-Yamaha     | 6      | 0      | DNF         | 17    | 1:25,769 (06.)   |
| –    | Eddie Irvine          | Ferrari            | 1      | 0      | DNF         | 05    | 1:33,016 (01.)   |

## WM-Stände nach dem Rennen
Die ersten sechs des Rennens bekamen 10, 6, 4, 3, 2 bzw. 1 Punkt(e).

### Fahrerwertung
| Pos. | Fahrer                | Konstrukteur       | Punkte |
| ---- | --------------------- | ------------------ | ------ |
| 01   | Damon Hill            | Williams-Renault   | 53     |
| 02   | Jacques Villeneuve    | Williams-Renault   | 32     |
| 03   | Michael Schumacher    | Ferrari            | 26     |
| 04   | Jean Alesi            | Benetton-Renault   | 21     |
| 05   | David Coulthard       | McLaren-Mercedes   | 13     |
| 06   | Olivier Panis         | Ligier-Mugen-Honda | 11     |
| 07   | Mika Häkkinen         | McLaren-Mercedes   | 10     |
| 08   | Eddie Irvine          | Ferrari            | 9      |
| 09   | Gerhard Berger        | Benetton-Renault   | 7      |
| 10   | Rubens Barrichello    | Jordan-Peugeot     | 7      |
| 11   | Heinz-Harald Frentzen | Sauber-Ford        | 6      |
| 12   | Mika Salo             | Tyrrell-Yamaha     | 5      |

| Pos. | Fahrer               | Konstrukteur       | Punkte |
| ---- | -------------------- | ------------------ | ------ |
| 13   | Johnny Herbert       | Sauber-Ford        | 4      |
| 14   | Martin Brundle       | Jordan-Peugeot     | 2      |
| 15   | Pedro Diniz          | Ligier-Mugen-Honda | 1      |
| 16   | Jos Verstappen       | Footwork-Hart      | 1      |
| 17   | Giancarlo Fisichella | Minardi-Ford       | 0      |
| 18   | Pedro Lamy           | Minardi-Ford       | 0      |
| 19   | Ricardo Rosset       | Footwork-Hart      | 0      |
| 20   | Ukyō Katayama        | Tyrrell-Yamaha     | 0      |
| 21   | Luca Badoer          | Forti-Ford         | 0      |
| 22   | Andrea Montermini    | Forti-Ford         | 0      |
| –    | Tarso Marques        | Minardi-Ford       | 0      |

### Konstrukteurswertung
| Pos. | Konstrukteur       | Punkte |
| ---- | ------------------ | ------ |
| 01   | Williams-Renault   | 85     |
| 02   | Ferrari            | 35     |
| 03   | Benetton-Renault   | 28     |
| 04   | McLaren-Mercedes   | 23     |
| 05   | Ligier-Mugen-Honda | 12     |
| 06   | Sauber-Ford        | 10     |

| Pos. | Konstrukteur   | Punkte |
| ---- | -------------- | ------ |
| 07   | Jordan-Peugeot | 9      |
| 08   | Tyrrell-Yamaha | 5      |
| 09   | Footwork-Hart  | 1      |
| 10   | Minardi-Ford   | 0      |
| 11   | Forti-Ford     | 0      |